# Mantoku-ji
Der Mantoku-ji (jap. 満徳寺) ist ein buddhistischer Tempel im Stadtteil Tokugawa-chō (徳川町) der japanischen Stadt Ōta (Präfektur Gunma). Geschichtliche Bedeutung kam ihm insbesondere durch seine Funktionen als legitimierende Institution für die Tokugawa-Hegemonie und als Nonnenkloster für Zuflucht suchende Frauen (駆け込み寺, Kakekomi-dera) zu. Als Kloster, in dem Frauen von sich aus eine Scheidung anstrengen konnten (縁切り寺, Enkiri-dera) war der Mantoku-ji neben dem Tōkei-ji in Kamakura eine einzigartige Einrichtung in der Edo-Zeit.
Der heutige Bau ist eine 1994 fertiggestellte Replik der Haupthalle des ursprünglichen Tempels, der 1872 durch die Meiji-Regierung aufgelöst wurde. Er befindet sich in unmittelbarer Nähe zum Museum Enkiridera Mantokuji Shiryōkan (縁切寺満徳寺資料館), das ihn verwaltet.

## Geschichte
Den eigenen Aufzeichnungen zufolge wurde der Mantoku-ji ursprünglich im Tokugawa-gō (徳川郷) in der Provinz Kōzuke von Nitta Yoshisue (新田義季; ?–1246), einem Krieger mit Minamoto-Abstammung, begründet. Ursprünglich soll es sich dabei um ein Kloster der Ji-shū gehandelt haben, wogegen allerdings der Umstand spricht, dass der Name der Familie Nitta erst 1418 in den schriftlichen Ji-shū-Registern der Verstorbenen auftaucht und die Namen der ersten beiden Vorsteherinnen, Jōnen (浄念) und Jōin (浄院), eher eine ursprüngliche Zugehörigkeit zur ebenfalls amidistischen Jōdo-shū wahrscheinlich machen.
Wegen seiner engen Verbindung mit der Familie Nitta, die durch die Ashikaga verfolgt wurden, hatte der Mantoku-ji während des Ashikaga-Shōgunats Schwierigkeiten, als unabhängige Institution zu bestehen.
Dies änderte sich mit einem Schlag, als Tokugawa Ieyasu (1543–1616) den Mantoku-ji im Jahr 1591 zu seinem Ahnentempel erklärte. Dies war Teil seiner Bestrebungen, seine Zugehörigkeit zur Nitta-Familie anerkennen zu lassen, da deren Minamoto-Abstammung eine der traditionellen Bedingungen war, die die Übernahme des Shōgun-Amtes legitimierten. Ieyasu verlieh dem Tempel zu diesem Anlass ein sogenanntes rotes Siegel (朱印, shuin) und ein jährliches Einkommen von 100 Koku und gestattete ihm für sein Gelände Exterritorialität. Bis zum Ende der Edo-Zeit bestätigten die Tokugawa-Shōgune in der Regel den von Ieyasu eingesetzten Sonderstatus des Mantoku-ji.
In seiner Geschichte war der Mantoku-ji weitestgehend autonom, gehörte aber formal zur Ji-shū und war auch mit der Jōdo-shū assoziiert. Nachdem der Shōjōkō-ji (清浄光寺), Haupttempel der Ji-shū-Sekte Yugyō-ha, versuchte, den Mantoku-ji zu einem seiner Zweigtempel erklären zu lassen, brachte dieser die Angelegenheit vor dem Bakufu vor, das den Mantoku-ji im Jahr 1746 zu einem unabhängigen Tempel (一本寺, ippon-ji) erklärte. Ab dem späten achtzehnten Jahrhundert gab es mehrere Versuche des Zōjō-ji (増上寺), Haupttempel der Jōdo-shū-Sekte Chinzei-ha, Einfluss auf den Mantoku-ji zu gewinnen, blieben aber alle weitestgehend erfolglos.
Mit dem Ende der Tokugawa-Zeit endete auch die Unterstützung des Mantoku-ji durch die Regierung. Obwohl sich die Geistlichen des Tempels unter ihrer letzten Vorsteherin, Chihon (智本), angesichts der neuen, durch die Meiji-Restauration hervorgerufenen, politischen Umstände, bemühten, die loyale Verbundenheit ihrer Einrichtung zum Tennō mit Dokumenten zu beweisen, wurden die Nonnen des Tempels im 9. Monat des Jahres 1872 zwangsweise in den Laienzustand versetzt und die Schätze und Artefakte des Tempels an die umliegenden Tempel und Shintō-Schreine verteilt.
Verschiedene Versuche des Adoptivsohns von Chihon, (Suzuki) Kawagoe Tetsugorō (（鈴木）川越哲五郎), und dessen Nachkommen, den Tempel wiederzubeleben, waren von keinem besonderen Erfolg gekrönt. Spätere Wiederaufbauten in den Jahren 1913 und 1953 wurden teilweise nur als Aufenthaltsorte für örtliche Gemeindeversammlungen benutzt. 1992 wurde der letzte Neubau abgerissen und durch die heutige Replik der alten Haupthalle ersetzt.